# 10.5 – Die Erde bebt
10.5 – Die Erde bebt (10.5 [ˌten pɔɪnt ˈfaɪv –]) ist eine US-amerikanische Fernseh-Miniserie von Regisseur John Lafia aus dem Jahr 2004. Die Hauptrollen spielen dabei Kim Delaney und Beau Bridges.

## Handlung
Eine Reihe katastrophaler Erdbeben entlang der Westküste der Vereinigten Staaten, die in Seattle beginnen und die Stärke 10,5 auf der Richterskala erreichen, versenken halb Los Angeles im Pazifik und trennen einen kilometerbreiten Landstrich bis hin nach San José vom amerikanischen Festland ab. Die Geologin  Dr. Hill entdeckt, dass diese Erdbeben und die dadurch verursachten Spalten die gesamte Westküste mitsamt ihren Küstenstädten San Francisco, Seattle, San Diego und Los Angeles in den Ozean versinken lassen werden. Erst nach einer Weile gelingt es ihr, den Präsidenten der Vereinigten Staaten zu überzeugen, dass diese Gefahr droht. Es gelingt ihr mit Hilfe der vom Präsidenten bereitgestellten Atombomben die bereits aufgerissenen Spalten zu stabilisieren, so dass die Westküste nicht komplett im Ozean untergeht. Weitere Erdbeben kann sie zwar nicht verhindern, sie kann jedoch durch ihre Handlungen Millionen von Menschenleben retten.
Die Fortsetzung 10.5 – Apokalypse setzt genau an diesem Punkt ohne Zeitverlust an.

## Besetzung
| Figur                    | Darsteller      | Deutscher Sprecher    |
| ------------------------ | --------------- | --------------------- |
| Dr. Samantha Hill        | Kim Delaney     | Heidrun Bartholomäus  |
| Präsident Paul Hollister | Beau Bridges    | Norbert Gescher       |
| Clark Williams           | John Schneider  | Bernd Vollbrecht      |
| Owen Hunter              | Dulé Hill       | Marius Clarén         |
| Daniel                   | Brian Markinson |                       |
| Roy Nolan                | Fred Ward       | Hans-Werner Bussinger |
| Amanda Williams          | Kaley Cuoco     | Sonja Spuhl           |
| Dr. Jordan Fisher        | David Cubitt    | Thomas Nero Wolff     |
| Carla Williams           | Rebecca Jenkins | Heike Schroetter      |
| Sean Morris              | John Cassini    | Gerald Schaale        |
| Dr. Zach Nolan           | Ivan Sergei     | Oliver Feld           |
| Zoe Cameron              | Iris Graham     | Ilona Brokowski       |
| Calvin Hunter            | J.R. Messado    |                       |
| Rachel                   | Erin Karpluk    | Uschi Hugo            |

## Ausstrahlung in Deutschland
Am 5. September 2005 strahlte RTL den ersten Teil in deutscher Free-TV-Premiere zur Prime Time aus. Den Film sahen 2,12 Millionen Zuschauer der werberelevanten Zielgruppe, was einen Marktanteil von 17,7 Prozent bedeutet. Die Gesamtzuschaueranzahl betrug 3,66 Millionen Zuschauer bei einem Marktanteil von 12,8 Prozent.

## Rezeption
„Zweiteiliges Katastrophen-Spektakel, das sein Heil in maßloser Übersteigerung sucht, dabei aber nicht mehr als die üblichen Klischees und Stereotypen bietet.“

Die Spezialeffekte wurden im Jahr 2004 für den Emmy nominiert. Die visuellen Effekte der Miniseries wurden ebenfalls für den Online Film & Television Association Award nominiert. Der Kameramann David Foreman erhielt 2005 einen Preis der Australian Cinematographers Society und Dulé Hill wurde im selben Jahr für den Image Award nominiert.